# Rubigen
Rubigen é uma comuna da Suíça, situada no distrito administrativo de Berna-Mittelland, no cantão de Berna. Tem 6,93 km² de área e sua população em 2018 foi estimada em 2.929 habitantes.